# Reggie Fils-Aimé
Reggie Fils-Aimé   (Bronx, 25 de març de 1961) és un home de negocis estatunidenc més conegut per ser l'antic president i cap d'operacions de Nintendo of America, la divisió nord-americana de la companyia de videojocs japonesa Nintendo, del 2006 al 2019, succeint a Tatsumi Kimishima. Abans de la seva promoció a eixos càrrecs, Fils-Aimé era el Vicepresident Executiu de Vendes i Màrqueting.
Fils-Aimé va guanyar fama entre els fanàtics dels videojocs després de la seva conferència de premsa a l'E3 2004 el maig de 2004, que va ajudar a revitalitzar la imatge de Nintendo com un competidor encara rellevant entre els altres fabricants de consoles de videojocs (sent els altres dos Sony Interactive Entertainment i Microsoft). Fils-Aimé havia ocupat anteriorment funcions executives de vendes i comercialització a Procter & Gamble, Pizza Hut, Guinness, Derby Cycle, Panda Express, i VH1.
Fils-Aimé es va retirar com a president de Nintendo d'Amèrica el 15 d'abril de 2019, després d'un anunci el 21 de febrer del mateix any, i va ser succeït per Doug Bowser. Posteriorment es va convertir en Líder Resident de la Universitat Cornell i més tard va ser nomenat per al Consell d'Administració de GameStop i Spin Master.

## Inicis
Reginald Fils-Aimé va néixer el 25 de març de 1961 al Bronx, Nova York. Els seus pares havien immigrat als Estats Units d'Amèrica des d'Haiti en la dècada dels 1950 a causa de les visions polítiques conflictives dels seus avis; el seu avi patern va ser un general quan els militars haitians van derrocar el govern elegit democràticament, que incloïa el seu avi matern. La mare de Fils-Aimé treballava de representant principal de vendes en una botiga de joieria i el seu pare era maquinista. Fils-Aimé afirma que va heretar la seva actitud optimista de sa mare. Va criar-se a Long Island, on va assistir a l'Institut Brentwood; es va descriure a si mateix com la "minoria solitària" entre els seus companys de classe.
Va ser acceptat en la Universitat Cornell el 1979, i es va graduar amb un Llicenciat en Ciències en economia aplicada i gestió en la Facultat d'Agricultura i Ciències de la Vida el 1983. Va ser president de la germanor del capítol de l'escola, la Phi Sigma Kappa, gent d'allí el va descriure com ordenat i organitzat.

## Carrera
Fils-Aimé va agafar una feina a Procter & Gamble, i va ésser al programa de gestió de marques de l'empresa. També va ocupar un lloc com a Director Sènior de Màrqueting Nacional a Pizza Hut, on va llançar els productes Bigfoot Pizza i Big New Yorker.
Més tard va exercir de Cap de Màrqueting per Guinness Imports Co. als Estats Units i va estar el responsable de totes les marques. Ell també va treballar com a Director en Cap de Màrqueting a Derby Cycle (empresa alemanya), dirigint esforços de vendes i màrqueting per tot el món per a les vuit marques. Fils-Aimé va exercir de Conseller Delegat i va supervisar Raleigh U.K., les operacions britàniques de Derby.
Després es va incorporar a la companyia d'alimentació xinesa nord-americana Panda Management Co., exercint de Vicepresident Sènior. També s'uniria al canal VH1 de MTV el 2001 com a Vicepresident Sènior, i va acabar marxant el 2003. Fils-Aimé va ser el responsable d'un augment del 30% dels índexs d'audiència del canal VH1, posant el focus del canal en atreure espectadors més joves. Com a part del seu paper a VH1, Fils-Aimé també va establir i implementar una estratègia de màrqueting per a The Concert for New York City; la qual va ajudar a obtenir més de 35 milions de dòlars en l'ajuda als damnificats pels atemptats de l'11 de setembre.

### Nintendo

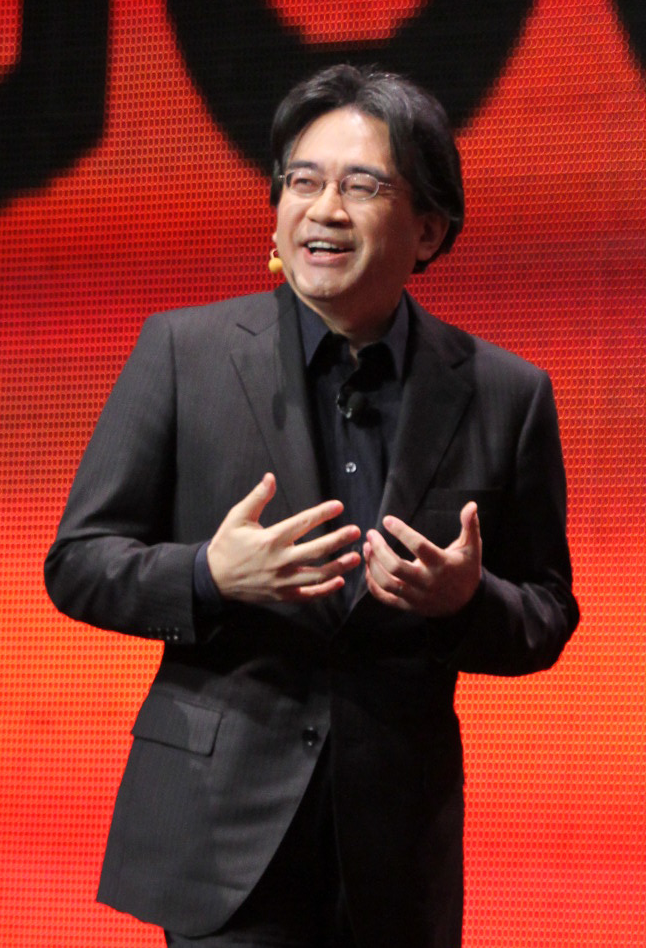
Fils-Aimé va considerar el president Satoru Iwata el seu mentor i amic durant el seu temps compartit a Nintendo.

Fils-Aimé es va unir a Nintendo el desembre de 2003 com el Vicepresident Executiu de Vendes i Màrqueting. Fils-Aimé havia estat contractat per al càrrec, però va dir que durant el període d'entrevistes havia demanat veure a Satoru Iwata, el president de Nintendo, cosa que es considerava altament inusual; al final la seva proposta de vis-a-vis fou acceptada. La seva conversa amb Iwata va durar molt més del previst, i va ajudar a establir una relació d'amistat que va durar més d'una dècada; i és que segons Fils-Aimé això va fomentar unes comunicacions obertes i un clima de comprensió que ajudaria Nintendo a millorar com a negoci. A causa d'això Fils-Aimé es referia a Iwata com el seu mentor i com un "amic estimat".
Fils-Aimé inicialment va ser responsable de totes les activitats de vendes i màrqueting de Nintendo als EUA, el Canadà, i Sud-amèrica. El 25 de maig de 2006 Fils-Aimé es va convertir en el President i Cap d'operacions de Nintendo d'Amèrica substituint l'expresident Tatsumi Kimishima, que al seu torn va passar al seu nou paper com a President de la Junta i Director General. Fils-Aimé va ser el primer nord-americà en ocupar aquesta posició.
Quan es va contractar Fils-Aimé el 2003, la indústria dels videojocs estava estancada en els principals mercats, i els competidors de Nintendo (Microsoft i Sony Computer Entertainment) buscaven recuperar l'interès dels consumidors mitjançant la creació de consoles domèstiques més potents. A Nintendo s'acabava de reorganitzar l'alta direcció, incloent Iwata sent nomenat president l'any anterior. La companyia estava produint la GameCube, però Iwata i altres executius de Nintendo veien que la majoria de títols que s'elaboraven eren seqüeles sense gairebé cap nova propietat intel·lectual a comptar. Fils-Aimé va dir que la decisió de Nintendo de desviar-se dels seus competidors i tractar de recuperar la diversió en el món dels videojocs estava feta abans que ni tan sols el contractessin, i que una part d'això es va planificar tenint en compte les seves habilitats de màrqueting i la seva presència.
Fils-Aimé es va convertir en un cara coneguda de Nintendo a l'E3 de 2004. L'any anterior, la conferència de premsa de Nintendo havia estat considerada sonsa i seca en comparació amb les conferències impartides per Microsoft i Sony Computer Entertainment; mentre que Iwata i altres executius japonesos eren presents, l'únic nord-americà a l'escenari va ser George Harrison (que es va mantenir estoic durant tota la conferència). Nintendo també estava perdent durant la sisena generació de consoles. La GameCube estava sofrint enfront la PlayStation 2 i la Xbox original, i els fans de Nintendo durant molt de temps es van mostrar desanimats per l'estat actual de les coses. La conferència de 2004 va servir com a carta de presentació de Fils-Aimé davant el públic. Ell va començar la dissertació amb "My name is Reggie. I'm about kickin' ass, I'm about takin' names, and we're about makin' games." (traducció: "Em dic Reggie. I sóc més de repartir llenya, prendre matrícules, i el que nosaltres fem és fer jocs." La seva presentació es va considerar agressiva, i en un moment concret fins i tot va atacar directament els enfocaments que Microsoft i Sony adoptaven amb la gestió del contingut dels videojocs de les seves consoles. Aquest missatge havia estat planificat a fons per part de l'alta direcció de Nintendo, i Fils-Aimé els va aconsellar d'amainar el to del missatge; de totes maneres, ells encara volien que fos ell qui ho lliurés. Les seves formes teatrals, que es distanciaven de la imatge conservadora de Nintendo, van passar a ser objecte de culte al cap de poc temps; amb molts gamers dient-li "Regginator", una paròdia del personatge Terminator.
Després de la conferència moltes imatges van inundar el Web. En entrevistes anys després de l'esdeveniment de 2004, Fils-Aimé va dir que la seva presentació no havia estat idea seva, sinó cosa del departament de relacions públiques, i que ell mateix es va haver d'auto-convèncer per a plasmar l'enfocament agressiu. La presentació de Fils-Aimé va ser considerada pels altres com l'actitud adequada que havia de mostrar Nintendo en aquell moment per a demostrar que encara era rellevant en l'actual generació de consoles i ja no adoptava un enfocament conservador vers els videojocs.

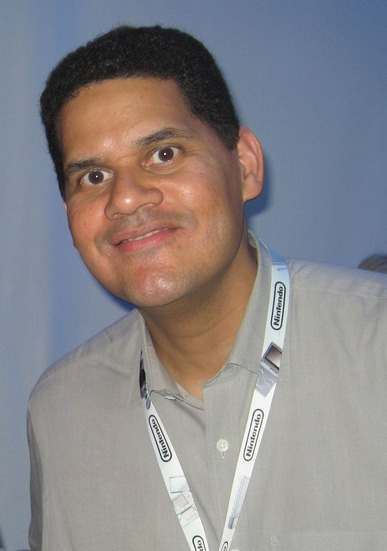
Fils-Aimé durant l'E3 2006

Fils-Aimé és considerat responsable de renovar per complet les relacions públiques de Nintendo a l'Amèrica del Nord, portant molts fans i membres de la premsa a subtitular la seva arribada com la "Reggielution" (per "Revolució", el nom en clau de la Wii). No només havia de tenir en compte els reptes en el constant canvi del màrqueting cap als joves, sinó que també havia de continuar abordant els jugadors de videojocs més veterans que era un mercat clau per a Nintendo. Ell creia fermament que adreçar-se a tutti quanti seria res revitalitzador per a Nintendo si estava molt ben posicionat. Mentre encara estava en vendes, Fils-Aimé va reescriure la manera en què Nintendo treballava amb els venedors; en lloc de que Nintendo intentés caure en gràcia als venedors i així poder trobar un millor lloc a la botiga, assegurant-se que es pogués satisfer la demanda, Fils-Aimé va crear acords on els venedors només obtindrien existències de Nintendo per a les botigues si els venedors demanaven volums elevats dels productes. Això va ajudar a crear la popularitat de la Nintendo DS. Ell va atribuir l'èxit de la Wii a una estratègia de màrqueting establerta per Clayton Christensen:
| « | Primer, com es satisfà el nucli mantenint l'apel·lació constant? I segon, com aprofites els teus punts forts davant d'un públic totalment inexplorat--el que anomenem "oceans blaus" en l'argot del màrqueting? ... Cal proveir un producte nou que realment tingui un rendiment inferior a una mètrica preestablerta per la indústria del "progrés", i substituir una alternativa que normalment és més petita, menys costosa, i més fàcil d'utilitzar. Inicialment, el "nucli" de qualsevol indústria es mofarà de la iniciativa. Però el producte és noble i no enganya, aviat prou usuaris nous seran atrets i formaran una definició alternativa de progrés. | » |

L'11 de juliol de 2007 mentre presentava el Wii Balance Board, Fils-Aimé va pujar a l'escenari i va dir: "My body…My body is ready" ("El meu cos... el meu cos està preparat"). Aquesta cita es va convertir ràpidament en un mem i Reggie va donar corda a la frase diversos cops, inclosa la conferència d'E3 de 2012, una aparició seva al Late Night with Jimmy Fallon, i en el seu vídeo d'anunci de dimissió. Quan Iwata va implementar les seves conferències de premsa en línia (els Nintendo Directs), Fils-Aimé va participar sovint en aquestes juntament amb Iwata, incloent un simulacre de combat amb avatars Mii que va ser objecte de molts mems. En altres presentacions de premsa públiques per a Nintendo, Fils-Aimé va participar en paròdies amb el suport en la producció de Stoopid Buddy Stoodios, Mega64, i la The Jim Henson Company.
El 5 de novembre de 2007 per l'estímul del professor de màrqueting Ed McLaughlin (del departament d'Economia Aplicada i Gestió de la Universitat Cornell), Fils-Aimé va oferir una xerrada sobre l'estratègia de màrqueting de Nintendo dirigida als jugadors; mostrant en el procés un ampli ventall de dades demogràfiques. Fils-Aimé és membre del Consell Assessor del Departament de Comunicació de Cornell.
Al 2016 i a principis de 2017 Fils-Aimé va aparèixer en dos episodis de Deadlock, a la web del xou Game Theorists, debatent sobre diversos temes relacionats amb Nintendo.
Fils-Aimé va anunciar la seva dimissió com a President i Cap d'operacions el 21 de febrer de 2019, i aquesta va tenir lloc el 15 d'abril de 2019. Va ser substituït per l'aleshores Cap de vendes de la companyia, Doug Bowser. Fils-Aimé va declarar que havia començat a pensar en la jubilació després de la mort d'Iwata el 2015: "També va reforçar per a mi el llegat que ell havia construït i que havia creat per a l'empresa. I això em va fer rumiar molt, 'Quin és el llegat que vull construir, que vull deixar als altres?'" Ell es va esperar fins que va creure que Nintendo of America estava preparada per a créixer en positiu, cosa que es va produir a principis de 2019, per a emprendre el camí de la jubilació.
Després de marxar de Nintendo Fils-Aimé va crear el seu propi compte de Twitter amb el nom de @Reggie i va fer la seva primer piulada dient, "Ei, comunitat de Twitter."